# Leioscapheus guapiles
Leioscapheus guapiles är en insektsart som beskrevs av Roberts 1973. Leioscapheus guapiles ingår i släktet Leioscapheus och familjen gräshoppor. Inga underarter finns listade i Catalogue of Life.